# Gare de Crouy
Ne doit pas être confondu avec Gare de Crouy-sur-Ourcq.
La gare de Crouy est une gare ferroviaire française de la ligne de La Plaine à Hirson et Anor (frontière), située sur le territoire de la commune de Crouy dans le département de l'Aisne, en région Hauts-de-France.
C'est une halte ferroviaire de la Société nationale des chemins de fer français (SNCF) desservie par des trains TER Hauts-de-France.

## Situation ferroviaire
Établie à 56 m d'altitude, la gare de Crouy est située au point kilométrique (PK) 108,844 de la ligne de La Plaine à Hirson et Anor (frontière), entre les gares de Soissons et de Margival.
Elle est équipée de deux quais : le quai « 1 » dispose d'une longueur utile de 150 m pour la voie « 1 » et le quai « 2 » d'une longueur utile de 151 m pour la voie « 2 ».

## Fréquentation
De 2015 à 2021, selon les estimations de la SNCF, la fréquentation annuelle de la gare s'élève aux nombres indiqués dans le tableau ci-dessous.
| Année     | 2015 | 2016 | 2017 | 2018 | 2019  | 2020 | 2021 | 2022 | 2023  |
| --------- | ---- | ---- | ---- | ---- | ----- | ---- | ---- | ---- | ----- |
| Voyageurs | 457  | 183  | 327  | 596  | 1 011 | 376  | 399  | 563  | 1 035 |

## Service des voyageurs

### Accueil
Halte SNCF, c'est un point d'arrêt non géré (PANG) à accès libre.

### Desserte
Crouy est desservie par des trains TER Hauts-de-France, omnibus, qui effectuent des missions entre les gares de Crépy-en-Valois et de Laon.

### Intermodalité
Le stationnement des véhicules est possible à proximité de l'ancien bâtiment voyageurs.